# Řád slávy (Tunisko)
Řád slávy (arabsky: نيشان الافتخار) byl tuniský řád. Založil ho roku 1835 tuniský bej Mustafa. Řád zanikl po vyhlášení Tuniska republikou v roce 1957.

## Vzhled řádu
Odznakem je deseticípá stříbrná hvězda. U velkokříže a důstojnické třídy je hvězda nesmaltovaná, u ostatních tříd jsou cípy hvězdy smaltovány střídavě červeně a zeleně. Mezi cípy hvězdy se nachází stříbrné paprsky. V kulatém středovém, zeleně smaltovaném medailonu je vyobrazena brilantující iniciála zakladatele.
Velkokříž je nošen bez stuhy, u ostatních tříd je odznak zavěšen na stříbrném dutém trojlístku a dále pak na stuhu. Stuha je žlutá s dvěma červenými postranními proužky.

## Dělení řádu
Původně měl řád jen jednu třídu, v roce 1843 byl rozdělen na pět tříd a v roce 1882 přibyla rozdělením rytířské třídy třída šestá.

Velkokříž
Velkodůstojník
Komandér
Důstojník
Rytíř 1. třídy
Rytíř 2. třídy